# Ислямизация в Родопите
Ислямизирането на Родопите е част от процеса на ислямизация в българските земи.
Десетилетия наред в българската наука е прието твърдението, че през 1600, 1620, 1662, 1666 или 1670 г. османските власти са принудили родопското християнско население да приеме исляма. Този възглед се основава на три исторически разказа – Хрониката на поп Методий Драгинов, Хрониката от село Голямо Белово и Хрониката от село Баткун, – съдържанието на които предполага, че са съставени непосредствено след описваните в тях жестокости. Насилствено ислямизиране на Родопите е засвидетелствано и в диктувания от Рада Казалийска (1821 – 1907) на сина ѝ Христо Поппанталеев „Исторически бележник“ (за мъченическата смърт на епископ Висарион Смоленски), доказан като фалшификат, в местни предания за ислямизирането на селата Богутево (записано през 1886 г.) и Давидково (записано през 1912 г.) и в народни песни.
Беловската хроника е запазена в оригинален ръкопис. Анализът на неговите хартия, почерк и език показва, че тя е писана през XIX век, тоест авторът всъщност не е бил пряк свидетел на описваните събития. Хрониката на Методий Драгинов и тази от село Баткун са известни единствено по печатни издания от 1870 и 1893 г. Това е причина ред учени да се съмняват в тяхната достоверност.
Сведения за насилия от страна на османската централна власт отсъстват у турския пътешественик Евлия Челеби, който през 1670 г. пресича Западните Родопи и описва Неврокоп, Смолян, Доспат и Асеновград. Неговият пътепис не споменава за ислямизиране на населението.
През втората половина на XVII в. много западноевропейци пътуват в Османската империя. Някои описват видяното, добавяйки понякога и сведения от втора ръка. Маршрутът на редица такива пътешественици минава през Родопите. Нито един от тях – Давид Рожнай (1665), Джовани Бенали (1682 – 1683), Джон Барбъри (1664 – 1666), Джон Ковъл (1675 – 1676), Едуард Браун (1669), Йохан фон Киндсперг (1672 – 1674), Конрад Хилтебранд (1657 – 1658), Луиджи Марсили (1680), Пал Шандор (1687), Паул Тафернер (1665 – 1666), Ханс Хьонце (1673 – 1674), Християн фон Валедорф (1660 – 1663) – не споменава там да е влизала предвождана от Мехмед паша редовна войска, за каквато разказват домашните извори. Записките им не дават и преки известия за насилие, палежи или кланета в областта.
Въз основа на турските данъчни регистри османистът Махиел Кил съставя следната таблица за населението на селата от Чепинското корито (данните за 1633, 1639, 1641 и 1696 г. са от джизие-регистри, в които са били записвани само християнските домакинства):
| Ислямизация на района на Чепино през вековете (в домакинства) | Ислямизация на района на Чепино през вековете (в домакинства) | Ислямизация на района на Чепино през вековете (в домакинства) | Ислямизация на района на Чепино през вековете (в домакинства) | Ислямизация на района на Чепино през вековете (в домакинства) | Ислямизация на района на Чепино през вековете (в домакинства) | Ислямизация на района на Чепино през вековете (в домакинства) | Ислямизация на района на Чепино през вековете (в домакинства) | Ислямизация на района на Чепино през вековете (в домакинства) | Ислямизация на района на Чепино през вековете (в домакинства) | Ислямизация на района на Чепино през вековете (в домакинства) | Ислямизация на района на Чепино през вековете (в домакинства) |
| --- | ------------------------------------------------------------- | ------------------------------------------------------------- | ------------------------------------------------------------- | ------------------------------------------------------------- | ------------------------------------------------------------- | ------------------------------------------------------------- | ------------------------------------------------------------- | ------------------------------------------------------------- | ------------------------------------------------------------- | ------------------------------------------------------------- | ------------------------------------------------------------- |
| |                                                               | Баня                                                          | Дорково                                                       | Каменица                                                      | Костандово                                                    | Корова                                                        | Лъджене                                                       | Ракитово                                                      | общо                                                          | процент мюсюлмани                                             |                                                               |
| 1516 г. | мюс. / хр.                                                    | 4 / 50                                                        | 3 / 135                                                       | 0 / 100                                                       | 1 / 87                                                        | 0 / 46                                                        | 7 / 100                                                       | 6 / 85                                                        | 21 / 603                                                      | 4 %                                                           |                                                               |
| 1528 г. | мюс. / хр.                                                    | 4 / 63                                                        | 4 / 122                                                       | 0 / 88                                                        | 0 / 46                                                        | 0 / 70                                                        | (8 / 90)                                                      | 12 / 90                                                       | 28 / 569                                                      | 5 %                                                           |                                                               |
| 1570 г. | мюс. / хр.                                                    | 31 / 96                                                       | 17 / 112                                                      | 5 / 127                                                       | 49 / 64                                                       | 3 / 55                                                        | 10 / 61                                                       | 78 / 126                                                      | 193 / 641                                                     | 26 %                                                          |                                                               |
| 1595 г. | мюс. / хр.                                                    | 42 / 69                                                       | 18 / 88                                                       | 5 / 53                                                        | 49 / 47                                                       | 1 / 45                                                        | 9 / 74                                                        | 92 / 96                                                       | 216 / 472                                                     | 31 %                                                          |                                                               |
| 1633 г. | хр.                                                           | 93                                                            | 130                                                           | 120                                                           | 50                                                            | 70                                                            | 91                                                            | 45                                                            | 599                                                           |                                                               |                                                               |
| 1639 г. | хр.                                                           | 85                                                            | 126                                                           | 120                                                           | 53                                                            | 70                                                            | 94                                                            | 45                                                            | 593                                                           |                                                               |                                                               |
| 1641 г. | хр.                                                           | 75                                                            | 90                                                            | 90                                                            | (40)                                                          | 70                                                            | 74                                                            | 40                                                            | 479                                                           |                                                               |                                                               |
| 1696 г. | хр.                                                           | 15                                                            | 63                                                            | 62                                                            | (10)                                                          | 31                                                            | (15)                                                          | 11                                                            | 207                                                           |                                                               |                                                               |
| 1712 г. | мюс. / хр.                                                    | 118 / 4                                                       | 91 / 18                                                       | 0 / 55                                                        | 190 / 2                                                       | 115 / 2                                                       | 95 / 3                                                        | 189 / 12                                                      | 798 / 96                                                      | 89 %                                                          |                                                               |
| 1842 г. | мюс. / хр.                                                    | 200 / 0                                                       | 107 / 0                                                       | (0 / 130)                                                     | 210 / 0                                                       | 116 / 0                                                       | 146 / 0                                                       | 248 / (40)                                                    | 1027 / 170                                                    | 86 %                                                          |                                                               |
| 1865 г. | мюс. / хр.                                                    | 350 / 0                                                       | 40 / 0                                                        | 0 / 140                                                       | 80 / 0                                                        | 40 / 0                                                        | 60 / 0                                                        | 80 / 40                                                       | 650 / 180                                                     | 78 %                                                          |                                                               |
| Източник: Кил, М. Разпространение на исляма в българското село през османската епоха (XV – XVIII в.): колонизация и ислямизация. – В: Мюсюлманската култура по българските земи (съст. Градева, Р., Иванова, С.). С., 1998, 106. |                                                               |                                                               |                                                               |                                                               |                                                               |                                                               |                                                               |                                                               |                                                               |                                                               |                                                               |

Според Стоянка Кендерова тези демографски данни сами по себе си не опровергават сведенията за насилствено ислямизиране на Чепино и околността му. Кил, от друга страна, стига до извода, че промяната на религията на местото българското население е станала постепенно и най-вероятно е имала социално-икономически подбуди (мюсюлманите в Османската империя се ползвали с редица привилегии пред християните). По негово мнение „това е достатъчно, за да бъде изваден „поп Методий Драгинов“ и неговия разказ на ужасите от кръга на достоверните исторически извори“. Кил призовава българите да демаскират „подобни писания“, както това вече са сторили други европейски народи, прибягвали по-рано до такъв род патриотични фалшификации.
Опонентите на Кил заявяват, че той „чука на отворени врати,“ защото в българската историография още от 70-те години на миналия век има изградено критично отношение към най-разпространените предубеждения относно ислямизацията. Повечето днешни български изследователи, базирайки се на руски, османски и европейски извори, вече приемат, че ислямизирането на Родопите е било продължителен и предимно доброволен процес, движен главно от социално-икономически и религиозно-политически фактори. Изключение правят момчетата, събирани чрез т. нар. кръвен данък, и някои форми на индивидуална насилствена ислямизация. Чуждестранни учени също смятат, че на Балканите под османска власт обръщането в исляма е ставало най-често без открита, насилствена принуда.
След отварянето на османските архиви за български изследователи през 1990-те години оригиналните документи хвърлят нова светлина върху процеса на ислямизация в Западните Родопи и долината на река Места. Д-р Евгений Радушев изследва обстойно периода от 15. – 18. век в своята книга „Помаците“, където публикува голям брой османски подробни и съкратени регистри на населението. Той стига до извода, че ислямът си пробива път в региона вследствие на редица причини и характеризира конверсията основно като подтикната от социалния фактор. Д-р Радушев също така разглежда сведенията и твърденията за насилствено разпространение на исляма и заключава, че те не отговарят на документалната изворова база.